# Instituto Histórico y Geográfico del Uruguay
L'Institut Històric i Geogràfic de l'Uruguai (IHGU) és una entitat cultural i científica dedicada a l'estudi i recerca en geografia i història de la República Oriental de l'Uruguai.
Va ser creat per Andrés Llepis i Teodoro Vilardebó el 25 de maig de 1843, acompanyats per altres ciutadans com Cándido Juanicó. En la seva segona època va ser refundat per Pablo Blanco Acevedo i Setembrino Pereda (1915).
Integra l'Associació Iberoamericana d'Acadèmies d'Història i la Union Académique Internationale.